# Mbangue I
Mbangue I est un village de la Région du Littoral au Cameroun, situé dans la commune de Dibombari, sur la route reliant qui part de Yandoungou.

## Population et développement
En 1967, la population de Mbangue I était de 47 habitants, essentiellement des Bakoko. Elle était de 41 lors du recensement de 2005.